# Hirasa provocans
Hirasa provocans là một loài bướm đêm trong họ Geometridae.